# Helianthostylis sprucei
Helianthostylis sprucei là một loài thực vật có hoa trong họ Moraceae. Loài này được Baill. mô tả khoa học đầu tiên năm 1875.